# Chronologie de la loi DADVSI
Pour un article plus général, voir Droit d'auteur et droits voisins dans la société de l'information.

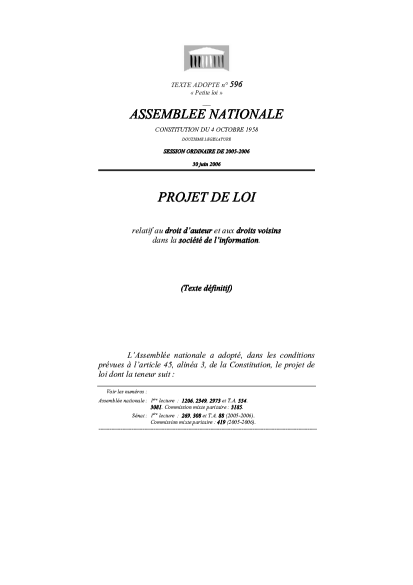
Première page du texte de loi

Cet article décrit la chronologie de la loi Droit d'auteur et droits voisins dans la société de l'information.

## Déroulement des débats

### Assemblée nationale

#### Du 20 au 22 décembre 2005
- Les débats ont commencé par un rappel au règlement de M. Christian Paul estimant que « les lobbies ont pris possession de l'Assemblée nationale ». En effet, des représentants de la Fnac et de Virgin, invités par le président de l'Assemblée nationale et munis de badges du ministère de la Culture, ont proposé dans l'hémicycle des abonnements aux députés pour télécharger de la musique sur leur plate-forme. À la suite du rappel au règlement, ces représentants commerciaux ont été invités à quitter les lieux afin que les députés puissent débattre du projet de loi DADVSI démocratiquement et sans être influencés[1].

- L'examen du projet de loi par l'Assemblée nationale, prévu pour avoir lieu du 20 au 22 décembre 2005 en procédure d'urgence, a été prolongé au-delà des vacances parlementaires, notamment en raison de l'adoption, le 21 décembre 2005, des amendements no 153[2] et no 154[3] étendant l'exception pour copie privée aux téléchargements d'œuvres sur internet, et remettant en cause le fondement même du projet de loi.

- Les mots récurrents lors de ces débats :

1. Logiciels libres, cité 48 fois ;
2. Interopérabilité, avec 42 citations ;
3. Microsoft, avec 18 occurrences[4].

#### Du 7 au 9 mars 2006
- Le retrait de l'article 1er et de ses amendements par le gouvernement, la veille de la reprise des débats, a suscité de vives protestations de députés de l'opposition. En effet, cet article contenait l’amendement no 154 permettant la mise en place d'une licence globale. Cependant, dans la soirée du mercredi 8 mars 2006, de peur que la manœuvre de suppression d'un article en cours de discussion soit frappée d'inconstitutionnalité, le ministre de la Culture a décidé, à la surprise générale des députés de l'opposition, de réintroduire l'article 1er dans le projet de loi.

- Toute la journée du jeudi 9 mars 2006, les débats se sont déroulés dans la plus grande confusion sur des questions de procédure, à propos de la levée de l'urgence, sans que la discussion puisse avancer sur le fond et l'examen du projet. Dans la soirée, le président de l'Assemblée refusant les suspensions de séance, les débats ont repris au grand dam des députés de tous bords. Forcés de défendre leurs amendements voire de ne pouvoir le faire tant le rythme du président de l'Assemblée était rapide, les députés verts, communistes, socialistes et de l'UDF ont décidé de quitter l'Assemblée nationale. Ensuite, le président de l'Assemblée a étonnement procédé au vote de l'article 1er et de l'amendement no 272[5]. Seuls sur les bancs de l'Assemblée, les députés UMP rejetaient sans surprise l'article 1er amendé et adoptaient l'amendement no 272.

#### Du 14 au 16 mars 2006
- Le 14 mars 2006, le gouvernement a reconnu, par l'intermédiaire de l'amendement no 273[6], la dangerosité potentielle des mesures techniques de protection et des DRM, mais malgré tout, c'est sur la base de ces dispositifs que le projet de loi a été élaboré. Par la suite, les députés de l'opposition ont tenté sans succès d'imposer une taxation des FAI dans le cadre de la rémunération pour copie privée. Enfin, les députés de l'opposition se sont étonnés que l'amendement no 30[7] ait été retiré par le rapporteur alors que celui-ci en était l'auteur. Cet amendement aurait permis que le nombre de copies privées autorisées d'une œuvre achetée légalement ne puisse pas être inférieur à un. Le rapporteur a expliqué en séance que l'amendement a été retiré à la suite d'une délibération de la commission des lois, l'opposition y a vu une volonté d'interdire la copie privée pour les DVD.

- Le 15 mars 2006, l'adoption des articles 8 et 9 ont permis la création d'un collège de médiateurs dont la mission sera de réguler la pratique de l'exception pour copie privée. Dans la nuit, l'amendement no 150[8] dit Vivendi/Universal, présenté par M. Thierry Mariani, a été adopté au plus grand désarroi des députés de l'opposition et de l'UDF. Cet amendement vise à sanctionner par trois ans d'emprisonnement et de 300 000 euros d'amende le fait d'éditer un logiciel manifestement destiné à la mise à disposition du public d'œuvres ou d'objets protégés. Cet amendement a été sous amendé par M. Carayon afin d'exclure de son champ les logiciels de travail collaboratif.

- Le 16 mars 2006, le principe de contraventions a été adopté dans le cas du téléchargement ou de la mise à disposition d'œuvres protégées. Par la suite, l'assemblée a rejeté un amendement étendant la licence légale couvrant la radiodiffusion aux webradios. Enfin à deux heures du matin, n'étant pas satisfait de l'article 7, le député UMP Richard Cazenave en demandait une seconde délibération afin de clarifier l'exercice de l'Interopérabilité. C'est alors que les députés de la majorité et de l'opposition se sont unis afin de voter des amendements fondamentaux en faveur de l'Interopérabilité, les amendements nos 2, 3 et 4[9], et du logiciel libre, amendement no 6[10].

#### Parties en présence

##### Parti communiste français— Groupe des Député-e-s Communistes et Républicains
Le porte parole des communistes à l'assemblée nationale a été M. Frédéric Dutoit.

##### Les Verts— Pas de groupe parlementaire
Les Verts sont intervenus lors des débats par la voix de Mme Martine Billard.

##### Parti socialiste— Groupe socialiste
Le Parti socialiste s'est beaucoup impliqué dans les débats à l'Assemblée nationale, par l'intervention fréquente de MM. Patrick Bloche et Christian Paul. M. Didier Mathus a aussi pris la parole au nom de son groupe. M. Henri Emmanuelli a été présent lors des discussions de procédure.

##### Union pour la démocratie française— Groupe Union pour la démocratie française
MM. Jean Dionis du Séjour et Pierre-Christophe Baguet dans une moindre mesure ont porté la parole du groupe UDF. M. François Bayrou a effectué quelques interventions, notamment pour dénoncer la procédure d'urgence, la création mal maîtrisée d'une « police de l'Internet », et l'impact mal connu sur la création de logiciels libres.

##### Union pour un mouvement populaire— Groupe de l'Union pour un mouvement populaire
Le rapporteur du projet, M. Christian Vanneste, est député UMP, tout comme M. le ministre Renaud Donnedieu de Vabres.
M. Guy Geoffroy est intervenu en tant que vice-président de la commission des lois.
MM. Bernard Accoyer, Bernard Carayon, Dominique Richard ont été les principaux intervenants de ce groupe. On peut toutefois aussi citer M. Thierry Mariani, qui a déposé l'amendement no 150.
Mme Christine Boutin a aussi été une des intervenantes les plus actives de l'Assemblée nationale, mais a marqué sa désapprobation sur un texte présenté par un gouvernement qu'elle soutenait par ailleurs.

### Événements
- Avant la reprise des débats en mars, le point d'étape au 31 janvier 2006 confirme la volonté du gouvernement de remettre en cause le droit à la copie privée en ce qui concerne les DVD. De plus, un tableau d'amendes a été élaboré pour ce qui est de la mise à disposition et du téléchargement de fichiers à l'aide de logiciels P2P[11].

- Lors de l'émission de France 2 Complément d'Enquête diffusée mi-février 2006, le député du Tarn Bernard Carayon (UMP) et l'un de ses collaborateurs ont révélé que certains lobbyistes de l'industrie du disque tentaient de faire pression sur les parlementaires par des moyens que « la morale républicaine réprouve », et ce en menaçant de supprimer des subventions pour des festivals.

- Le 22 février 2006, le Ministère de la Culture a ouvert un site de discussion, lestelechargements.com, afin que les internautes puissent débattre du projet de loi DADVSI. Le financement de la construction de ce site, qui a coûté 180 000 €, est assuré entre autres par le Ministère de la Culture, la SACD et la SACEM. Les deux dernières organisations citées sont opposées à la licence globale et défendent le projet de loi. Depuis le 3 mars 2006, il est important de signaler que le site lestelechargements.com ne permet plus aux internautes de donner leurs opinions. À partir du 10 mars aucune activité n'est à signaler et le site n'est plus mis à jour.

- Dans la soirée du lundi 6 mars 2006, à la veille de la reprise des débats sur le projet de loi sur le DADVSI, le gouvernement a annoncé le retrait de l'article 1er, article dont l'amendement no 154[12] légalisant le téléchargement à usage privé contre rémunération avait été adopté en décembre 2005. Peu après, un  article additionnel[13] reprenant l'article 1er, sans les amendements votés en décembre, et quelques ajouts a été déposé[14].

- Le 21 mars 2006, le projet de loi DADVSI a été adopté en première lecture par l'Assemblée nationale. L'UMP vote pour le texte, le PS, PCF et Verts contre, ainsi qu'une majorité des centristes de l'UDF, le reste s'abstenant. À l'intérieur du PS, les ténors du parti, tels que François Hollande, Jack Lang, Catherine Tasca ou Anne Hidalgo, chargés de la culture, sont hostiles à la licence globale, tandis que Patrick Bloche, Didier Mathus et Christian Paul (homme politique) y sont favorables[15]. La procédure d'urgence ayant été décrétée sur ce projet de loi, il revient au Sénat d'en débattre pour une adoption définitive.

- Le 11 mai 2006, le projet de loi DADVSI a été adopté modifié, par le Sénat. 128 voix « contre » (PS, communistes, Verts) et 164 « pour » (UMP et certains radicaux), l’UDF s’abstenant (35 abstentions).

- Le 22 juin 2006, la Commission Mixte Paritaire (CMP), composée de 7 sénateurs et 7 députés, s'est réunie pour élaborer un texte commun. Les députés et sénateurs socialistes ont quitté leurs bancs dès le matin (après s'être vus refuser les suspensions de séances réclamées à cause de 55 nouveaux amendements amenés par les rapporteurs), quelques députés de l'UMP ont affirmé leur souhait de ne pas voter le texte qui est très différent selon eux de celui voté à l'Assemblée, et l'UDF a déclaré qu'il s'abstiendrait lors du vote qui eut lieu le vendredi 30 juin 2006.

- Le 30 juin 2006, l'Assemblée Nationale et le Sénat ont adopté le projet de loi. L'opposition (au sens du CSA) a saisi le Conseil Constitutionnel[16],[17].

### Conseil constitutionnel
Le 27 juillet 2006, le Conseil constitutionnel a rendu sa décision sur la constitutionnalité de la loi.
- Éléments inconstitutionnels
  - le dernier alinéa de l'article 21 qui prévoyait une exception pour les logiciels d'échange destinés au « travail collaboratif », notion jugée trop floue ;
  - les mots « interopérabilité » des articles 22 et 23, où la notion d'interopérabilité est jugée trop floue, car non définie par la loi ;
  - l'article 24 qui requalifiait en contravention le fait d'échanger des fichiers protégés par le droit d'auteur en ayant recours à des outils d'échanges P2P. Le Conseil a estimé qu'il n'y avait pas de raison de mettre en place un système répressif distinct pour le P2P par rapport à d'autres moyens d'échange de fichiers (par exemple, le courrier électronique) et que cette disposition constituait donc « une rupture d'égalité injustifiée entre les auteurs d'atteintes au droit de la propriété intellectuelle, suivant que ces atteintes seraient commises au moyen d'un logiciel de pair à pair ou d'un autre moyen en ligne ». La suppression de cet article revient à soumettre en principe toute personne qui télécharge de manière illégale aux peines prévues pour le délit de contrefaçon en France, soit au maximum trois ans d'emprisonnement et 300 000 euros d'amende [19]. Le ministre de la Culture, Renaud Donnedieu de Vabres, a annoncé qu'il saisirait le Garde des Sceaux afin que les poursuites à venir « soient orientées vers les cas les plus graves » et qu'« il n’y aura pas de peines de prison contre les internautes qui téléchargent » [20].

- Éléments soumis à des réserves
  - Le Conseil a émis plusieurs réserves d'interprétation sur plusieurs éléments (autrement dit, ces éléments sont constitutionnels s'ils sont interprétés à la façon du Conseil). Par exemple la notion de recherche ne s'applique qu'à la recherche scientifique en cryptographie.

## Les textes

### Contenus de la directive européenne non repris dans le projet de loi français
L'article (optionnel) 5-3-h de la directive 2001/29/CE du Parlement européen et du Conseil du 22 mai 2001 sur l'harmonisation de certains aspects du droit d'auteur et des droits voisins dans la société de l'information dispose :
« 3. Les États membres ont la faculté de prévoir des exceptions ou limitations aux droits prévus aux articles 2 et 3 dans les cas suivants : (…) h) lorsqu'il s'agit de l'utilisation d'œuvres, telles que des réalisations architecturales ou des sculptures, réalisées pour être placées en permanence dans des lieux publics »
Cette option, qui correspond à un droit que les Allemands nomment «liberté de panorama» et qui permet de diffuser librement des images (photographies) d'œuvres présentes sur la voie publique, ne sera pas disponible en France, car l'amendement correspondant a été rejeté le 21 décembre 2005. Dans l'état actuel de la jurisprudence française, une photographie d'un bâtiment conçu par un architecte est une œuvre dérivée de l'œuvre architecturale et est donc soumis non seulement au droit d'auteur du photographe mais aussi à celui de l'architecte.

### Projet de loi
Cette description du texte de loi se base sur le projet de loi déposé au Parlement et non sur la version finalement promulguée.

#### Titre I - Transposition

##### Chapitre I - Exceptions aux droits d'auteur et aux droits voisins
Ce chapitre contient 4 articles.
Ils touchent (articles 1, 2 et 3) aux articles L 122-5, L 211-3 et L 342-3 du CPI relatifs aux exceptions à l'interdiction de reproduction pour respectivement les droits d'auteurs, les droits voisins et les bases de données.
Ces modifications concernent l'impossibilité d'interdire les reproductions destinées aux personnes handicapées, et l'introduction du principe de test en trois étapes.
Le quatrième article fixe la libre circulation au sein de l'Espace économique européen des biens qui y sont commercialisés.

##### ChapitreII- Durée des droits voisins
- L'article 5 a pour effet d'allonger la durée des droits des artistes-interprètes et des producteurs de phonogrammes.
- L'article 29 garantit, en contrepartie, la préservation des droits acquis par des tiers.

##### ChapitreIII- Mesures techniques de protection de l'information
Ce chapitre, qui comprend 10 articles, traite des DRM. 
- Les articles 6 et 7 définissent les mesures techniques de protection (MTP), qui sont les technologies, dispositifs, composants ou services efficaces qui, dans le cadre normal de leur fonctionnement, ont pour fonction de prévenir ou limiter les utilisations non autorisées des œuvres protégées.
- Il leur accorde la même protection que celle portant sur le bien qu'ils contrôlent (art. 7), ainsi qu'aux données qu'ils utilisent (art. 10)
- Spécifie qu'ils ne peuvent bloquer les exceptions prévues au droit d'auteur et aux droits voisins, même s’ils peuvent les restreindre (art. 8)
- Crée un collège de médiateurs chargé de gérer les différends entre ayant droit et usagers (art. 9)
- Assimile l'atteinte volontaire au moyen de protection à une reproduction illicite (art. 11)
- Assimile l'atteinte volontaire, la fabrication de moyens d'atteindre, la distribution ou commercialisation de ces moyens, leur publicité, le tout volontairement, à de la contrefaçon (art. 13) et fixe les condamnations encourues (art. 14)
- Toutes ces mesures sont transposées aux bases de données (art. 15)

#### TitreIII- Sociétés de perception et de répartition des droits
- L'article 20 prévoit une harmonisation des règles comptables des SPRD conformément aux préconisations de la commission permanente de contrôle des sociétés de perception et de répartition des droits.

#### TitreV- Divers
Il traite des territoires français particuliers d'Outre-mer, et de la non-rétroactivité de certaines dispositions relatives à la durée des droits.

## Les points d'opposition
Le projet de loi voté par l'Assemblée nationale en mars 2006 a été refusé par l'ensemble de la gauche (PS, Verts, PCF) ainsi que la majorité de l'UDF (les autres centristes s'étant abstenus). Certains groupes très sensibles au sujet, dont les associations April, Scideralle, Mozilla Europe, CETRIL, AFUL et ADULLACT, ou encore Sud Cultures Solidaires ont fait valoir le risque que faisait courir la loi DADVSI au principe même du logiciel libre. Ils signalent que, par définition, tout logiciel libre — puisqu'il est évolutif — pourrait être considéré comme permettant de déverrouiller les DRM (verrous numériques, ou Digital Rights Management en anglais), c'est-à-dire les mesures techniques posées par les maisons de disques sur les produits et visant à empêcher le « piratage »,. D'autres ont dénoncé l'interdiction du droit à la copie privée (traditionnellement autorisé — l'amendement autorisant au moins une copie à usage privé a été refusé). Et personne ne sait comment ces deux amendements s'accorderont avec le principe inscrit dans le texte de l'« interopérabilité », qui modifie l'article 131-5 du Code de la propriété intellectuelle, qui contredit explicitement l'interdiction de contourner les DRM et de faire des copies à usage privé. 
En outre, les détracteurs de la loi soulignent que, pour être appliquée, celle-ci demanderait une surveillance étatique digne d'une société de contrôle à la Big Brother. Le ministre de la culture Donnedieu de Vabres a indiqué que les « téléchargements illégaux » seront signalés par les programmes de peer-to-peer eux-mêmes, qui transmettront l'adresse IP des internautes aux autorités judiciaires. Le député Patrick Bloche (PS) s'est ainsi interrogé lors des débats : « Allez-vous créer une police de l’Internet ? Dans l’affirmative sera-t-elle publique ou privée ? Comment les citoyens pourront-ils contester les constats ? Comment les droits de la défense seront-ils garantis ? ».
Les opposants au texte ont donc souligné l'impossibilité d'appliquer cette loi à moins de mettre en place une « police de l'Internet » contraire à l'esprit même des réseaux. 
Michel Alberganti brocardait dans une tribune du Monde le système des amendes qui ne rapporteront pas un sou aux artistes puisqu'ils atterriront dans les poches de l'État, tandis que les maisons de disques elles-mêmes ont fait de larges marges de profit au cours des dernières années. La loi est donc globalement jugée, par ses détracteurs, inefficace dans les objectifs qu'elle s'assigne et dangereuse dans les conséquences qu'elle ne prévoit peut-être pas. Il est vrai que le débat très technique concernant le logiciel libre, par exemple est d'un tel niveau de complexité qu'il n'est pas sûr qu'une simple mesure à effet d'annonce politique soit suffisant pour y répondre, tout particulièrement dans un contexte politique tendu du fait des mobilisations anti-CPE. Selon Le Monde, c'est d'ailleurs la crainte de voir une partie de la jeunesse faire la jonction entre le retrait demandé du CPE et celui du DADVSI qui a poussé le premier ministre Dominique de Villepin à d'abord différer l'examen du DADVSI après celui du CPE, puis à faire passer le texte dans l'urgence (une seule lecture par Chambre).
Certaines inquiétudes ont été également exprimées par des collectifs d'opposition au sujet de l'interprétation de l'article 21 qui rend passible de trois ans d'emprisonnement et 300 000 € d'amende le fait « d'éditer, de mettre à la disposition du public ou de communiquer au public, sciemment et sous quelque forme que ce soit, un logiciel manifestement destiné à la mise à disposition du public non autorisée d'œuvres ou d'objets protégés ». Cette disposition concerne principalement les logiciels de partage de fichiers en peer to peer. Les opposants estiment  alors qu'il est difficile, voire impossible de distinguer les logiciels qui permettent le partage non autorisé d'œuvres de ceux qui y sont manifestement destinés.
Cette interprétation est déjà utilisée pour justifier le retrait des logiciels p2p des serveurs Web : on peut citer OVH qui écrit à ces clients « Si vous proposez en téléchargement les logiciels de P2P, sachez que désormais vous risquez trois ans d'emprisonnement et 300 000 euros d'amende. »

### Logiciel libre

#### Code source
Une propriété des logiciels libres est que leur code source, soit le texte qui décrit exactement le fonctionnement du logiciel, est accessible à tous, développeurs comme utilisateurs. Un logiciel libre capable de lire une œuvre protégée par un DRM non ouvert rend donc accessible à chacun le fonctionnement précis du DRM. La distribution d'un tel logiciel serait donc rendue illicite.
Le texte de loi inclut des amendements qui ont été votés pour protéger l'open source et donc le logiciel libre. Ainsi, la renonciation à la publication du code source ne pourra être imposée à l'éditeur d'un logiciel interopérant que si l'ayant droit apporte la preuve que celle-ci aurait pour effet de porter gravement atteinte à la sécurité et à l'efficacité du DRM.

#### Éthique
Après ces rectifications, la collaboration à l'atteinte aux libertés de l'individu continue à être combattue, et c'est dans ce contexte que la FSF a écrit la troisième version de la licence GPL qui s'oppose aux DRM dénoncés comme des moyens potentiels de contrôle et de censure.
La distribution Linux Debian a déjà renoncé à distribuer un logiciel capable de lire des DVD qui sont protégés par DRM (le Content Scrambling System) à la suite du Digital Millenium Copyright Act (de 1998).

#### Réaction des FAI
L'article 21 du texte de loi (surnommé l'article « Vivendi-Universal ») rend passible de trois ans d'emprisonnement et 300 000 € d'amende le fait « d'éditer, de mettre à la disposition du public ou de communiquer au public, sciemment et sous quelque forme que ce soit, un logiciel manifestement destiné à la mise à disposition du public non autorisée d'œuvres ou d'objets protégés ». (Ce qui concerne entre autres les logiciels de partage de fichiers en peer to peer.)
La différenciation entre des logiciels volontairement destinés (notion d'intention) à la contrefaçon et d'autres la permettant seulement (usage accessoire ou détourné) est liée à la présomption d'innocence en face de logiciels utilisés de bonne foi par le grand public dans un but d'interopérabilité ou de copie privée.
Plusieurs FAI (Fournisseurs d'accès à Internet), par la voix de Giuseppe de Martino, président de l'AFA, se sont prononcés avec inquiétude au sujet de l'avenir de l'échange de données sur Internet.
Leur inquiétude se fonde sur plusieurs évènements récents liés à la promulgation de la loi DADVSI :
- Retrait des logiciels de Peer to peer de certains serveurs Web, préventivement : le site OVH a décidé le retrait des logiciels de peer to peer de ses serveurs web[31] ;
- Suppression sur certains sites de logiciels permettant de passer outre aux protections anti-copie, tels que Daemon tools[34],[35].

### Application de la loi
À la date de mai 2009, huit décrets restaient à prendre, et onze décrets avaient été pris, dont celui concernant la publicité des réunions de la commission pour copie privée.
La loi prévoyait la publication de plusieurs rapports : 
- Un rapport annuel au Parlement de la commission pour copie privée.
- Un rapport du Gouvernement au Parlement sur la mise en œuvre de la loi et sur la mise en place d'une plate-forme publique de téléchargement pour les artistes.

Aucun de ces rapports n'a été publié.
L'autorité de régulation des mesures techniques prévue par le texte n'a dans les faits jamais fonctionné à ce jour et n'a donc publié aucun rapport.

### Formes de l'opposition

#### Communication Internet
La section française de la Free Software Foundation a créé et fait vivre un site web portant le nom de la directive européenne à l'origine du projet de loi. Elle y présente ses arguments, et fut la source la plus active sur le web à propos de cette loi[réf. nécessaire].

#### Pétition

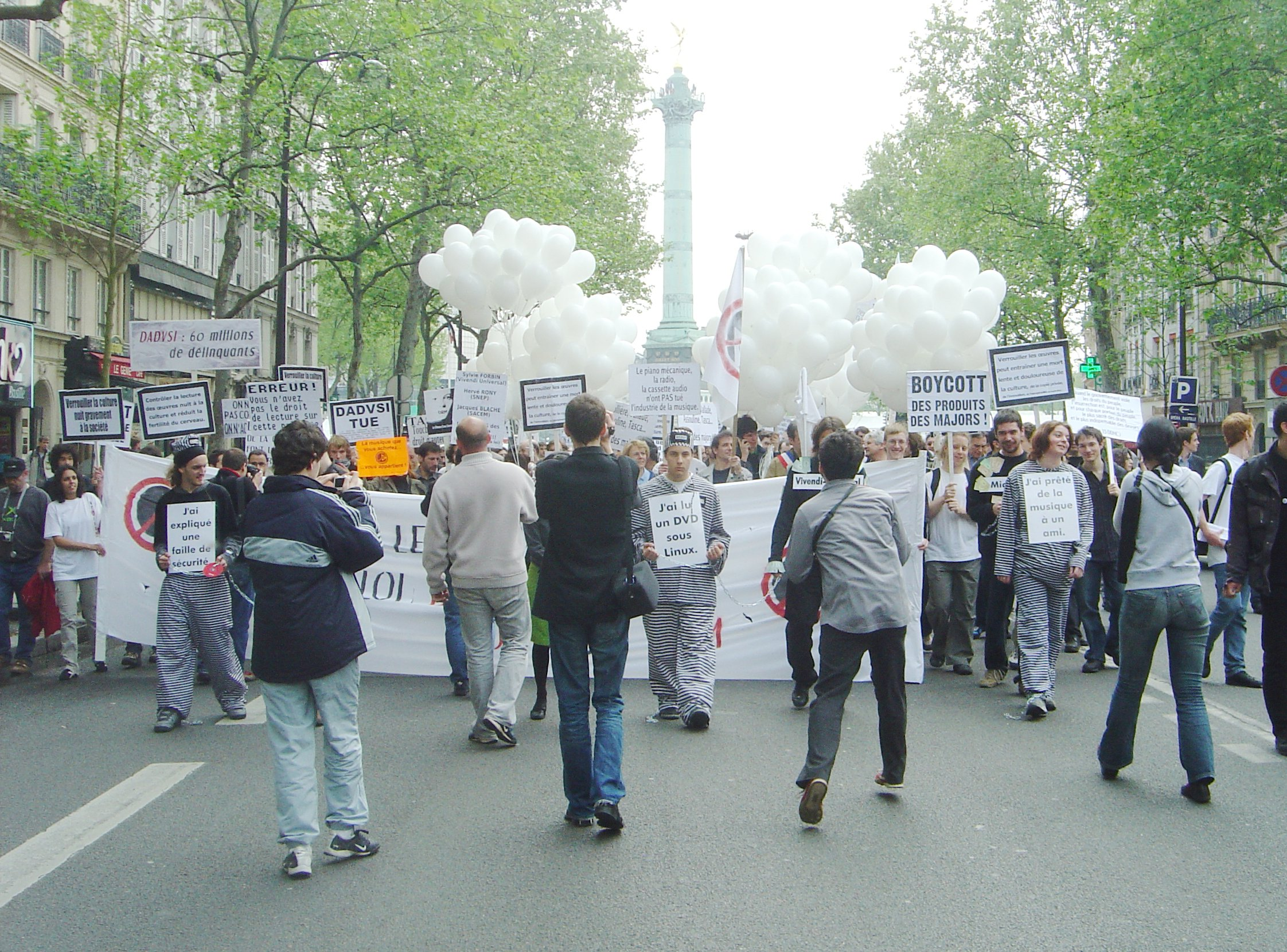
Marche contre la loi DADVSI, avec dépôt de gerbe à la mémoire du droit d'auteur, le 7 mai 2006.

Le 1er mars 2005, l'interassociation archives-bibliothèques-documentation lançait, sur son site de mobilisation contre le projet de loi, une pétition qui avait recueilli, au moment de sa fermeture le 30 juin 2006, 7 080 signatures pour défendre le droit de ces établissements à continuer à assurer leurs missions dans l'environnement numérique.
Le 2 décembre 2005 l'initiative « eucd.info » lançait une pétition en ligne  pour demander le retrait de ce projet. Elle a recueilli plus de 100 000 signatures en quinze jours[réf. souhaitée].